# Khishgeegiin Nyambaatar
Khishgeegiin Nyambaatar (tiếng Mông Cổ: Хишгээгийн Нямбаатар; sinh năm 1978) là một chính khách người Mông Cổ. Trước đây, ông từng giữ chức Bộ trưởng Bộ Tư pháp Mông Cổ nhiệm kỳ 2020-2023. Hiện tại, ông đang giữ chức vụ Thị trưởng Ulaanbaatar từ ngày 4 tháng 9 năm 2023.